# Хоули, Ричард
Ричард Хоули (род. 17 января 1967 года в Шеффилде, Англия) — британский гитарист, автор-исполнитель и продюсер. После того как его первый коллектив Treebound Story (образованный им ещё в школе) распался, Хоули получил некоторую популярность, играя в брит-поп-группе под названием Longpigs в 1990-е годы. После он был приглашён сессионным музыкантом в группу Pulp, возглавляемую его другом Джарвисом Кокером. Как сольный исполнитель, Ричард выпустил на сегодняшний день (2024) десять альбомов.

## Сольная карьера
Сольная карьера исполнителя началась в 2001 году, когда вышел его первый мини-альбом Richard Hawley.
Название альбома 2007 года Lady’s Bridge является отсылкой к достопримечательности Шеффилда. Такое имя носит старейший мост на реке Дон в Шеффилде. В поддержку этого альбома Ричард совершил 16-дневный тур по Великобритании в сентябре 2007 года.
14 января 2008 года Ричард был первый раз номинирован на Brit Awards в категории Лучший британский исполнитель. Он также был хедлайнером фестиваля 2008 года в Беникасиме в Испании. По словам Хоули, это был лучший концерт, который он отыграл.
Шестой студийный альбом Ричарда Truelove's Gutter вышел 21 сентября 2009 года на лейбле Mute.
Песня «Tonight The Streets Are Ours» была включена в саундтрек фильма Бэнкси «Выход через сувенирную лавку».

## Сессионная деятельность
Хоули также работал с Хэнком Марвином, A Girl Called Eddy и Джарвисом Кокером над проектом последнего под названием Relaxed Muscle.

## Дискография

### Альбомы
- Richard Hawley (Setanta) (2001) (позже переиздан со включением всех би-сайдов с сопутствующих синглов)
- Late Night Final (Setanta) (2001)
- Lowedges (Setanta) (2003)
- Coles Corner (Mute) (2005)
- Lady’s Bridge (Mute) (2007)
- Truelove's Gutter (Mute) (2009)
- Standing at the Sky's Edge (Mute) (2012)
- Hollow Meadows (Parlophone) (2015)
- Further (2019)
- In This City They Call You Love (2024)

### Синглы и EP
- Coming Home (2001)
- Baby, You’re My Light (2002)
- Run for Me (2003)
- The Ocean (2005)
- Coles Corner (2005)
- Just Like the Rain (2006)
- Born Under a Bad Sign (2006)
- Coles Corner (переиздание) (2006)
- Hotel Room (2006)
- Tonight the Streets Are Ours (2007)
- Serious (2007)
- Valentine (2008)
- Lady’s Bridge EP (2008)
- Rockabilly Radio (2008)
- For Your Lover, Give Some Time (2009)
- Open Up Your Door (2009)
- False Lights from the Land EP (2010)
- Leave Your Body Behind You (2012)
- Heart of Oak (2015)
- I Still Want You (2015)
- Funny Cow (2018)
- Off My Mind (2019)
- My Little Treasures (2019)